# فراناویلا ال ماره
فراناویلا ال ماره (به ایتالیایی: Francavilla al Mare) یک کومونه در ایتالیا است که در استان کییتی واقع شده‌است.

## خصوصیات
فراناویلا ال ماره ۲۳ کیلومترمربع مساحت و ۲۳٬۸۷۹ نفر جمعیت دارد و ۳ متر بالاتر از سطح دریا واقع شده‌است.

## خواهرخوانده
شهر یاش خواهرخواندهٔ فراناویلا ال ماره هست.